# Port Royal (Jamaica)
Port Royal is een klein havenstadje in Jamaica op de punt van het schiereiland Palisadoes, dat de baai van de hoofdstad Kingston afsluit. Vroeger was het een grote en belangrijke havenstad in het Caribisch gebied. In de 17e eeuw was het een economisch centrum in het Amerikaanse werelddeel. Dit kwam voor een groot deel doordat het een belangrijke uitvalsbasis was voor piraten in de Caribische Zee. Mede door hun aanwezigheid kreeg de stad de reputatie van "Rijkste en zondigste stad ter wereld." Op 7 juni 1692 zakte een groot deel van de stad na een aardbeving in zee. Daarna zijn er verschillende vergeefse pogingen geweest om het weer op te bouwen. Zo heeft in de buurt van de oude stad nog lange tijd een Engelse marinebasis gefunctioneerd. Er worden toeristische activiteiten ontplooid. Ook worden er archeologische opgravingen gedaan naar de oude stad. 
Het archeologische ensemble van het 17e-eeuwse Port Royal werd in juli 2025 tijdens de 47e sessie van de Commissie voor het Werelderfgoed in Parijs erkend als UNESCO cultureel werelderfgoed en aan de werelderfgoedlijst toegevoegd. De stad Port Royal ligt aan de monding van de haven van Kingston in het zuidoosten van Jamaica. Het was een belangrijke 17e-eeuwse Engelse havenstad. Een verwoestende aardbeving in 1692 dompelde een groot deel van de stad onder water en zand. Tegenwoordig bieden de overblijfselen op het land en onder water zeldzame inzichten in het koloniale leven in de stad. Port Royal was ooit een belangrijk knooppunt voor de trans-Atlantische handel, inclusief de handel in tot slaaf gemaakte Afrikanen, en had een diepwaterhaven en zes verdedigingsforten, waarvan sommige nu onder water staan. Archeologisch bewijs onthult een goed bewaard gebleven lay-out van residentiële, religieuze en administratieve gebouwen, die dienen als een onderscheidend kenmerk van de Britse koloniale aanwezigheid in het Caribisch gebied.

## Ontstaan
In 1654 voeren admiraal William Penn en generaal Robert Venables, beiden uit Engeland, naar de Caribische Zee om het eiland Hispaniola op Spanje te veroveren. Dit deden zij in opdracht van de Engelse "Lord Protector" Richard Cromwell. De Spaanse weerstand was echter sterk, waardoor hun opdracht mislukte. Daarop zeilden zij in 1655 af naar Jamaica. Omdat dit eiland maar zwak verdedigd werd door de Spanjaarden, konden ze het gemakkelijk innemen.
Om het eiland te verdedigen begonnen zij binnen een paar weken met de bouw van een vesting, die zij naar hun beschermheer Fort Cromwell noemden. Het werd ook wel Passage Fort genoemd. Als plaats hiervoor kozen zij de zandplaat Palisadoes, die een natuurlijke bescherming vormt voor de haven van Kingston. Tot dan toe werd deze plek af en toe door de Arowakken gebruikt als vissersplaats. Na aankomst brachten de Engelsen een aantal schepen tot zinken in het ondiepe water tussen Palisadoes en de kust, waardoor de zandplaat verbinding maakte met het vasteland en in feite een klein schiereiland werd.

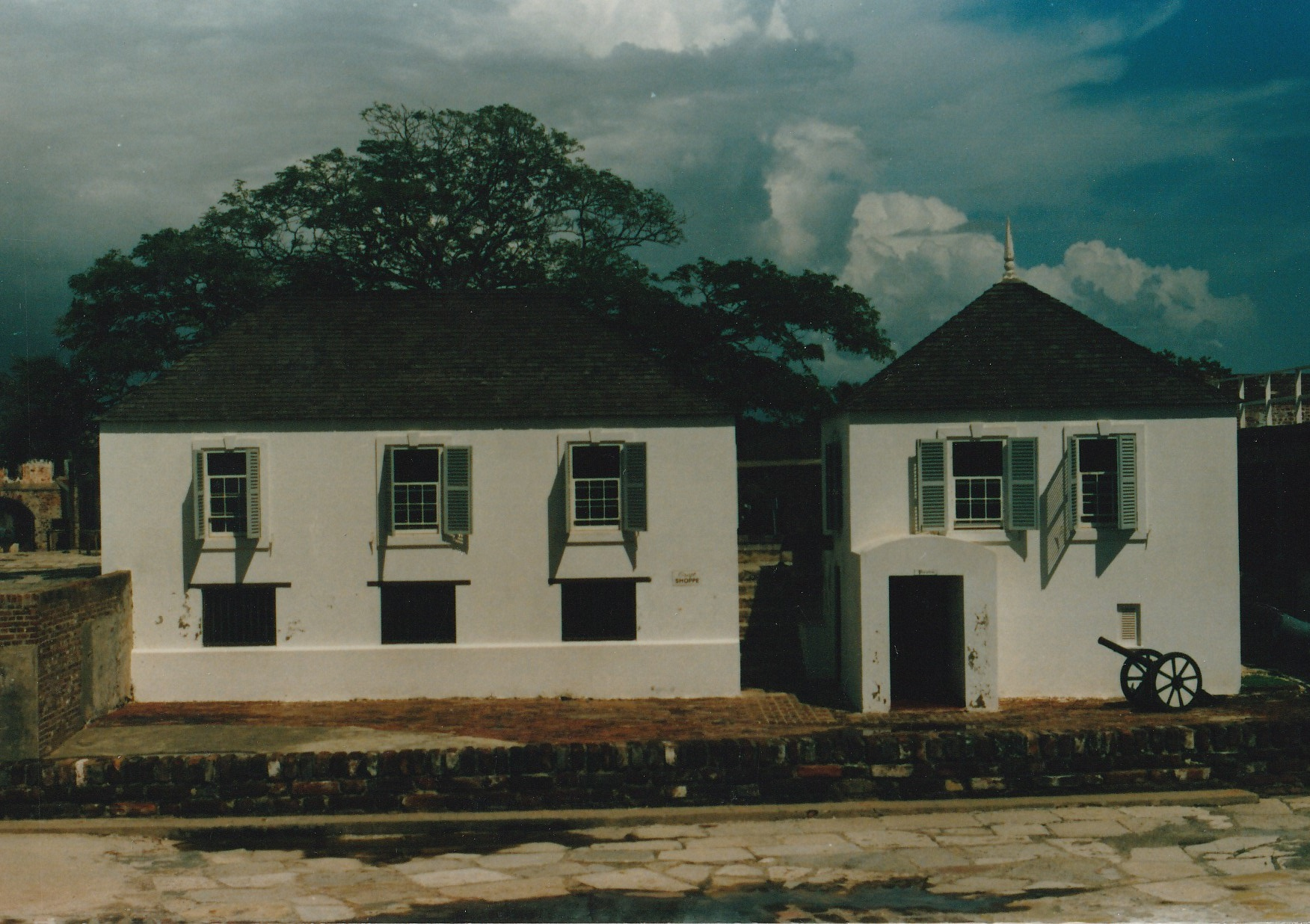
Fort Charles

Rondom het fort ontstond een kleine gemeenschap, Point Cagway of eenvoudigweg The Point genaamd. Het bestond voornamelijk uit zeelui, koopmannen, handarbeiders en prostituees. In 1660 werd de naam van dit dorp veranderd in Port Royal (Koninklijke Haven), ter ere van de intocht van koning Karel II in Londen. Omdat Lord Cromwell hiermee in Engeland in ongenade was gevallen werd de naam van het fort veranderd in Fort Charles, naar de Engelse naam van de nieuwe koning.

## Piratentijd

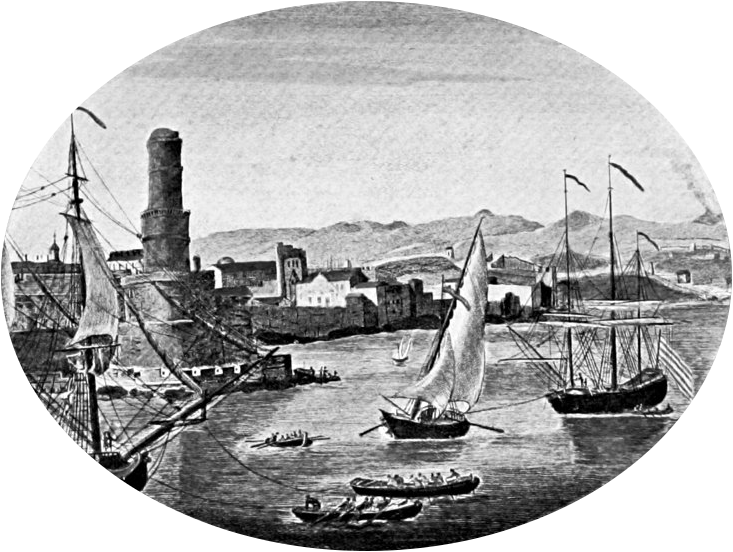
De haven van Port Royal

Meteen vanaf het begin arriveerden de eerste piraten. Velen van hen kwamen van het eiland Tortuga, dat tegenwoordig onderdeel is van Haïti. Dat was lange tijd een toevluchtsoord voor piraten geweest, maar toen er geruchten ontstonden dat de Spanjaarden het eiland wilden aanvallen, zochten sommigen van hen een andere thuishaven.
In Port Royal vonden zij een warm welkom, omdat de Engelse gouverneur niet genoeg manschappen had om de haven te verdedigen tegen de Spanjaarden en de Fransen. Het grootste deel van zijn troepen was namelijk in 1660 uit geldgebrek teruggetrokken door koning Karel II. De gouverneur vertrouwde erop dat de aanwezigheid van de piraten een afdoende verdediging zou vormen tegen buitenlandse mogendheden.
Enkele bekende piraten die in Port Royal gewoond hebben, of er een deel van hun leven verbleven, zijn:
- Henry Morgan
- Black Bart
- Rock de Braziliaan
- John Davies alias van Robert Searle
- Edward Mansveldt
- Zwartbaard

Vanuit deze stad viel Henry Morgan Panama-Stad, Portobelo en Maracaibo aan. In 1674 werd hij benoemd als luitenant-gouverneur van Jamaica, met Port Royal als standplaats.
De piraten hadden de gewoonte om hun buit te verbrassen in een van de vele taveernen van de stad. Charles Leslie drukte het zo uit:
Wijn en vrouwen legden zo'n grote last op hun rijkdom dat... sommigen van hen gereduceerd werden tot de bedelstaf. Het is bekend dat ze soms 2 of 3.000 stukken van acht uitgaven in één nacht; één van hen gaf een strumpet (prostituee) 500 om haar naakt te zien.
Ter vergelijking: een stuk van acht was in die tijd het equivalent van een dollar. Van de waarde van deze munt kon men ongeveer twee dagen leven. Van Rock de Braziliaan is bekend dat hij soms een vat wijn of bier kocht, dit op straat zette, en met zijn pistool de mensen dwong met hem mee te drinken.
Opvallend is dat de stad door haar wetteloze karakter niet alleen een toevluchtsoord was voor piraten, maar ook voor mensen die op andere plaatsen vanwege hun religie vervolgd werden. Zo woonden er in Port Royal quakers, papisten, puriteinen, presbyterianen en joden.
In het begin was piraterij een semi-legale bezigheid, omdat velen van hen, de zogenaamde kapers, een kaperbrief meekregen van hun land. Dit was een soort vrijbrief waarmee zij toestemming kregen om schepen van vijandige naties te overvallen. Hieraan kwam in 1670 een einde na het ondertekenen van het Verdrag van Madrid, waarmee Spanje enkele eilanden in de Caribische Zee, waaronder Jamaica, als Brits gebied erkende.
Naast de kapers was er echter in de hele periode ook veel activiteit van boekaniers die geen kaperbrief hadden en dus illegaal opereerden. Zij bleven ook na 1670 gewoon doorgaan met hun activiteiten. Toch verminderde het belang van de piraterij voor Port Royal wel na die datum. In 1694 bezocht de Franse admiraal Jean du Casse de stad. Mogelijk wilde hij de Engelse piraten een lesje leren.
Later kwam aan de status van vrijhaven voor piraten helemaal een einde. De bevolking begon de status van de "Zondigste stad ter wereld" met zijn onbehouwen piraten en prostituees beu te worden. Met name de plantage-eigenaren hadden geen behoefte aan een haven met een dergelijke reputatie. Daarop werden in 1687 strenge anti-piratenwetten aangenomen. In het vervolg werden er zelfs piraten in de stad opgehangen, op een plek die Gallows Point wordt genoemd. Dit is onder anderen gebeurd met Calico Jack en Charles Vane in 1720.

## Economie
Doordat de nederzetting gunstig gelegen was aan een natuurlijke haven dicht bij belangrijke handelsstromen, groeide het snel. Vlak voor de vernietiging had Port Royal meer dan 6000 inwoners, waarmee het Boston voorbijstreefde als grootste Engelse stad in de Amerika's. In de hoogtijdagen had de stad 2000 gebouwen, samengepakt op 20 hectare.
Er voeren bijna net zo veel schepen op Port Royal als op heel New England. In feite was het hiermee het grootste economische centrum van de Nieuwe Wereld. Dit had het voor een groot deel te danken aan de piraterij, wat tijdens de hele bestaansperiode van de stad een belangrijke bron van inkomsten was. Tot het einde toe hield meer dan de helft van de inwoners zich hiermee bezig. De nijverheid in de stad diende dan ook vooral als toelevering van goederen en diensten voor de piraten.
Allereerst waren er natuurlijk de taveernen. Meestal bestonden deze uit een eenvoudige kamer, waarin de eigenaar wat stoelen had neergezet. Soms bestonden er aparte afdelingen voor mensen uit de hogere klasse aan de ene kant, en vissers, matrozen en prostituees aan de andere kant. Men dronk trouwens niet alleen rum om onder de invloed van de alcohol te komen. Een andere reden waarom veel mensen dit dronken, was omdat ze het drinkwater in de stad niet vertrouwden. Ironisch genoeg werden sommigen van hen juist hierdoor ziek. Door de loden pijpen waarin de rum gedestilleerd werd, kregen zij last van loodvergiftiging.
Naast de taveernen waren er een wapensmid, een kuiper, een smid, ivoorbewerkers, timmerlieden, koordslagers, chirurgijnen en natuurlijk veel handelslieden en prostituees.
In de latere dagen van de stad werden naast de piraterij ook de handel in slaven, suiker en rauwe grondstoffen belangrijk. Dit kwam ook doordat Port Royal de enige haven was van waaruit goederen legaal in Jamaica geïmporteerd mochten worden. In de nadagen van de stad werd haar economische invloed voor Jamaica een beetje overvleugeld door de suikerrietplantages.
Door al deze activiteiten was Port Royal een rijke stad. Veel gebouwen waren van steen en hadden meerdere verdiepingen. Ook gingen de inwoners van deze stad veel eerder dan de rest van de Nieuwe Wereld over van ruilhandel naar handel met munten. Sommigen beweren dat de inwoners van Port Royal per persoon meer geld hadden dan in Londen, waardoor de benaming "Rijkste stad ter wereld" misschien wel op waarheid berustte. De inwoners droegen altijd de laatste mode, die ze rechtstreeks uit Europa lieten komen.

## Vernietiging
Port Royal ligt op de Enriquillo-Plantain Garden-breuk. Op 7 juni 1692 vond hier een aardbeving plaats van magnitude 7,5 op de Schaal van Richter. Deze zorgde ervoor dat de zanderige ondergrond vloeibaar werd (liquefactie) en een groot deel van de stad letterlijk in zee spoelde. Meteen daarna volgde een tsunami die nog een deel van de stad wegvaagde. Onder water is een horloge teruggevonden dat stilstond op 11:43 's morgens, het tijdstip van de aardbeving.
In totaal ging twee derde van de stad verloren. Zo'n 2000 mensen kwamen onmiddellijk bij de aardbeving om het leven, later volgden er nog meer doden door epidemieën. Ook is er na de aardbeving veel geplunderd.
Nog jaren later waren de daken van de ondergestroomde huizen vanaf de kust zichtbaar. Niet weinigen zagen in de vernietiging van deze "Zondigste stad ter wereld" een straf van God. De puriteinse dominee Cotton Mather sprak in 1706 naar aanleiding van deze aardbeving de volgende woorden:
Er gebeurt nooit een aardbeving. God spreekt tot de mensen op aarde.

## Na de aardbeving

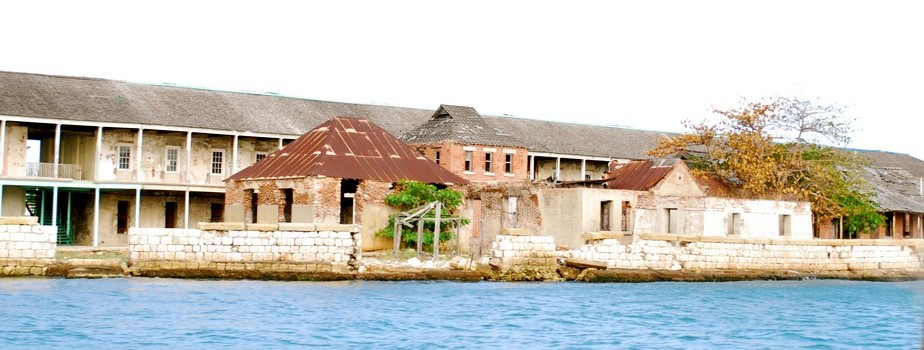
Voormalige Port Royal Naval Hospital in 2009

Verschillende keren is geprobeerd de stad opnieuw op te bouwen, beginnend bij het gedeelte dat bij de aardbeving boven water is gebleven. Er bleven echter nieuwe rampen komen. De heropgebouwde stad werd in 1704 bijna geheel verwoest door een grote brand. Daarna waren er verschillende orkanen, onder andere in 1722. Een tweede aardbeving op 14 januari 1907 vernietigde uiteindelijk de stad zoals ze in de vroegere gedaante bestaan heeft. Na de vernietiging van Port Royal in 1692 werd de rol van hoofdstad van Jamaica overgenomen door Spanish Town en in 1872 door Kingston.
Al in de 18e eeuw hebben de Britten in de buurt van de oude locatie een nieuw dorp Port Royal gebouwd, dat gediend heeft als belangrijkste Britse marinebasis in de Caribische Zee. Zo is admiraal Nelson nog in Fort Charles gestationeerd geweest. In de Tweede Wereldoorlog is de basis ook gebruikt door de marine van de Verenigde Staten. Daarna is ze in onbruik geraakt.
Port Royal is verworden tot een rustig vissersdorp met zo'n 2000 inwoners. Het toerisme begint aan belang te winnen,mede vanwege publiek-private investeringen. Hierbij wordt zowel ingespeeld op de piratentijd als op de latere periode als Engelse basis. Zo worden gedeeltes van de oude stad en van de latere vestingwerken gereconstrueerd. Enkele van de huidige bezienswaardigheden zijn:
- Fort Charles, met onder andere een plaquette van admiraal Nelson.
- St. Peters Church, een anglicaanse kerk, die in 1725 gebouwd is om de ondergelopen kerk te vervangen.
- Giddy House, een 19e-eeuwse munitieopslag, die na de aardbeving van 1907 onder een hoek van 35 graden uit het zand steekt.

Verder zijn er plannen voor een onderwatermuseum.

## Opgravingen
Net als bijvoorbeeld Pompeï verkeert Port Royal in de zeldzame positie dat de geschiedenis er door een ramp "bevroren" is in de tijd. Daardoor geven opgravingen belangrijke informatie over die periode. De zee is daar maximaal zo'n 12 meter diep, en de gebouwen zijn bijna loodrecht naar beneden gezonken, wat de opgravingen enigszins vergemakkelijkt. Verschillende teams van archeologen zijn ermee bezig. Er zijn winkels en pakhuizen opgegraven, delen van schepen, en verschillende gebruiksvoorwerpen, waaronder pijpen, aardewerk (waaronder Delfts Blauw), timmergereedschappen en antieke vuurwapens. Er zijn zelfs organische producten gevonden die in de zuurstofarme omgeving onder water bewaard zijn gebleven.

## Moderne verwijzingen
De naam van deze stad leeft op verschillende manieren voort:
- Films: de stad komt voor in Captain Blood, Cutthroat Island en in de Pirates of the Caribbean-serie.
- Romans: Marauder, uit de serie Isaac Asimov's Robots in Time van William F. Wu en Pirate Latitudes van Michael Crichton.
- Strip: bijvoorbeeld het album De muiters van Port-Royal uit de serie De jonge jaren van Roodbaard.
- Muziek: de metalband Running Wild nam in hun "piratenperiode" de CD Port Royal op.
- Muziek: Peter Schaap heeft op de LP [Achter Atlantis] het nummer [Port Royal] staan.
- Handel: een tabaksmerk, een rummerk en een Hondurees biermerk, allen met de naam Port Royal.
- Bordspellen: Port Royal.
- Computergames: Port Royale en Port Royale 2 voor de PC. Verder komt de stad voor in Kingdom Hearts II.